# 揭阳城隍庙
揭阳城隍庙是位于广东省揭阳市榕城区东门的一座城隍庙，始建于宋绍兴十年（1140年），明洪武二年（1369年）重修。

## 城隍殿
城隍庙前供有左右将军石像、千里眼和顺风耳，左门和右门匾额题写“你来了么”和“也有今日”。城隍殿内供奉城隍伯府大人像，上方牌匾为“威灵显赫”；左方和右方前往夫人厅大门的匾额分别是“彰善瘅恶”和“南天保障”。每年农历正月二十三日时举行伯府大人和伯府夫人的圣驾巡游仪式。

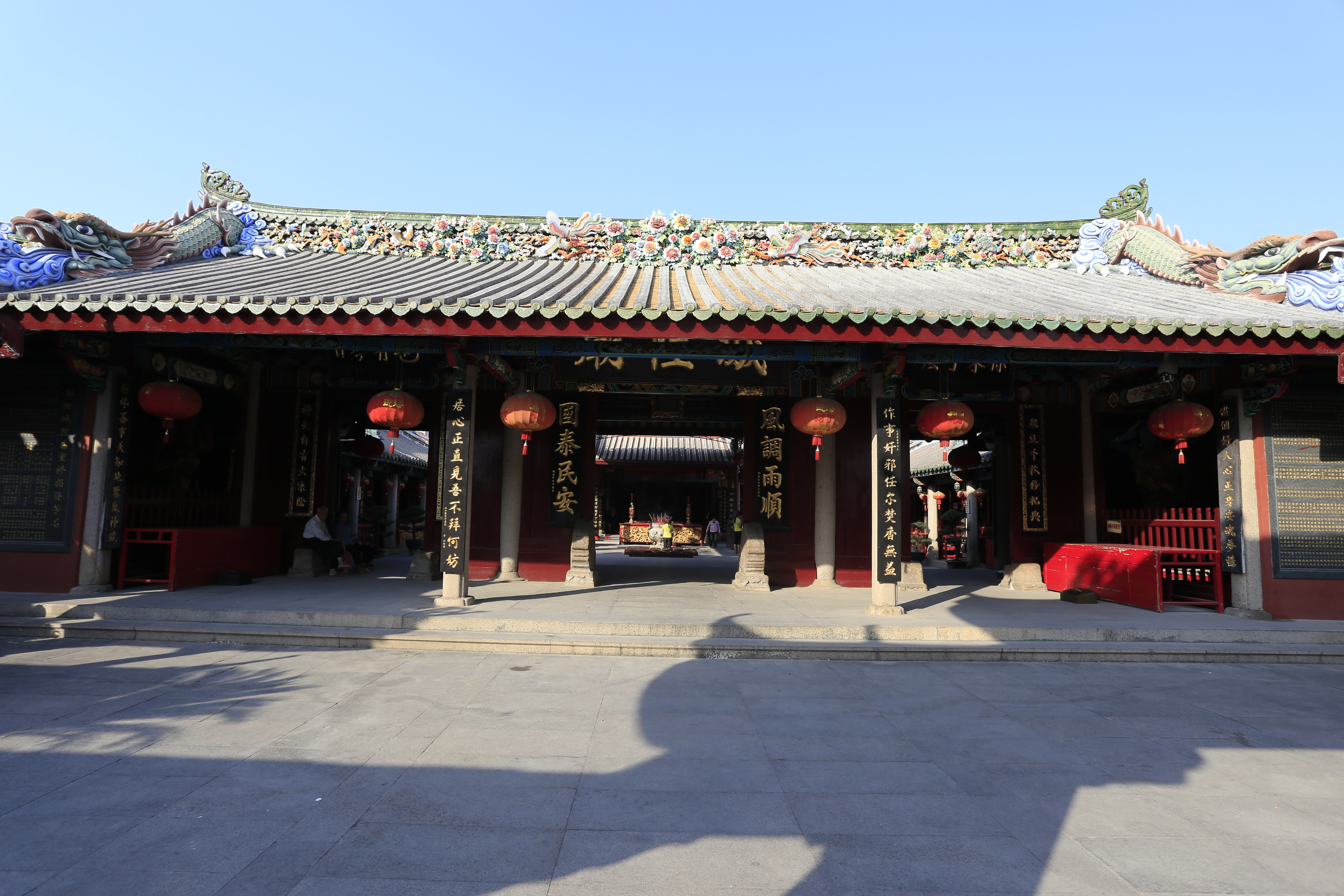
殿门
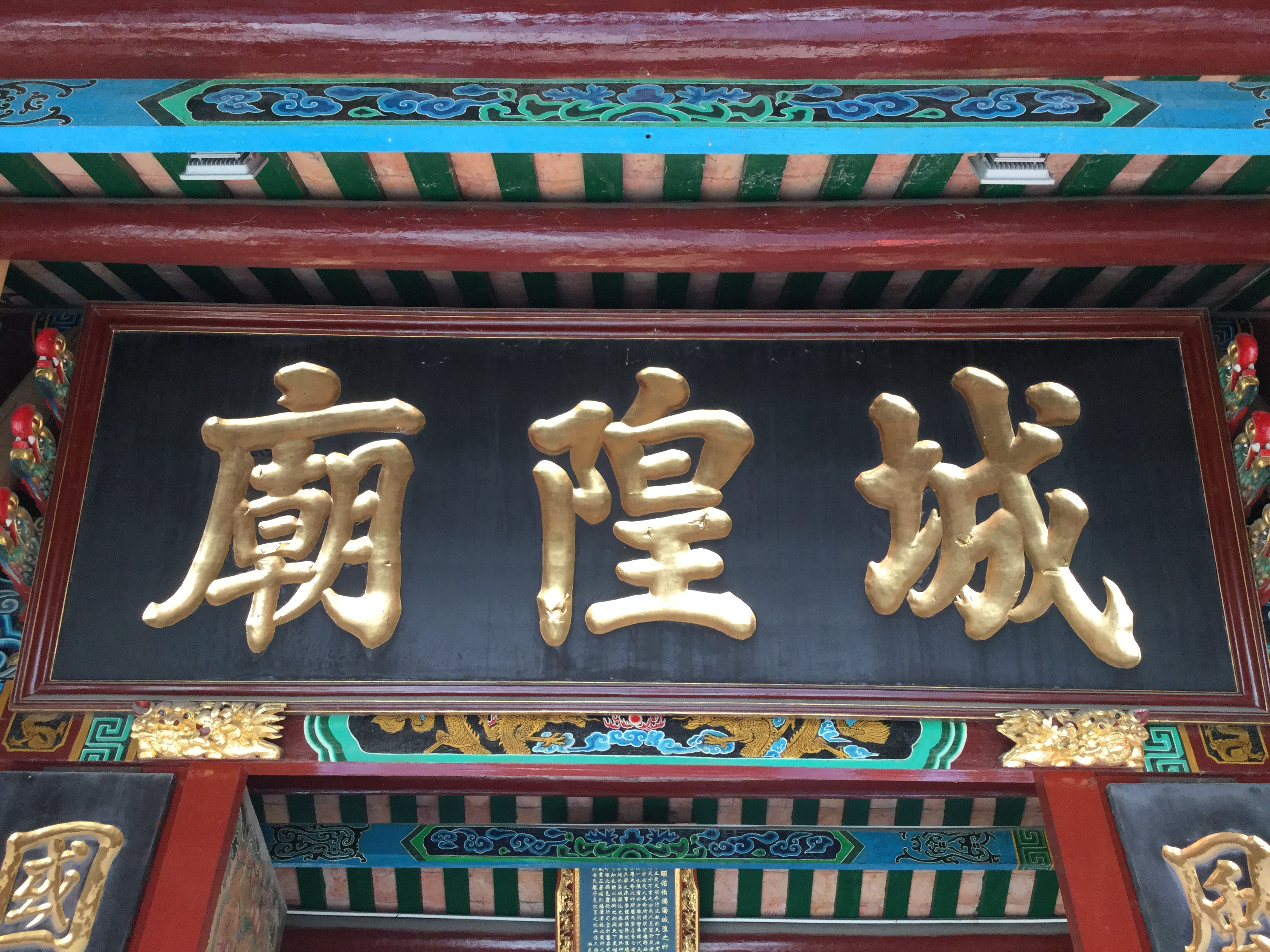
匾额
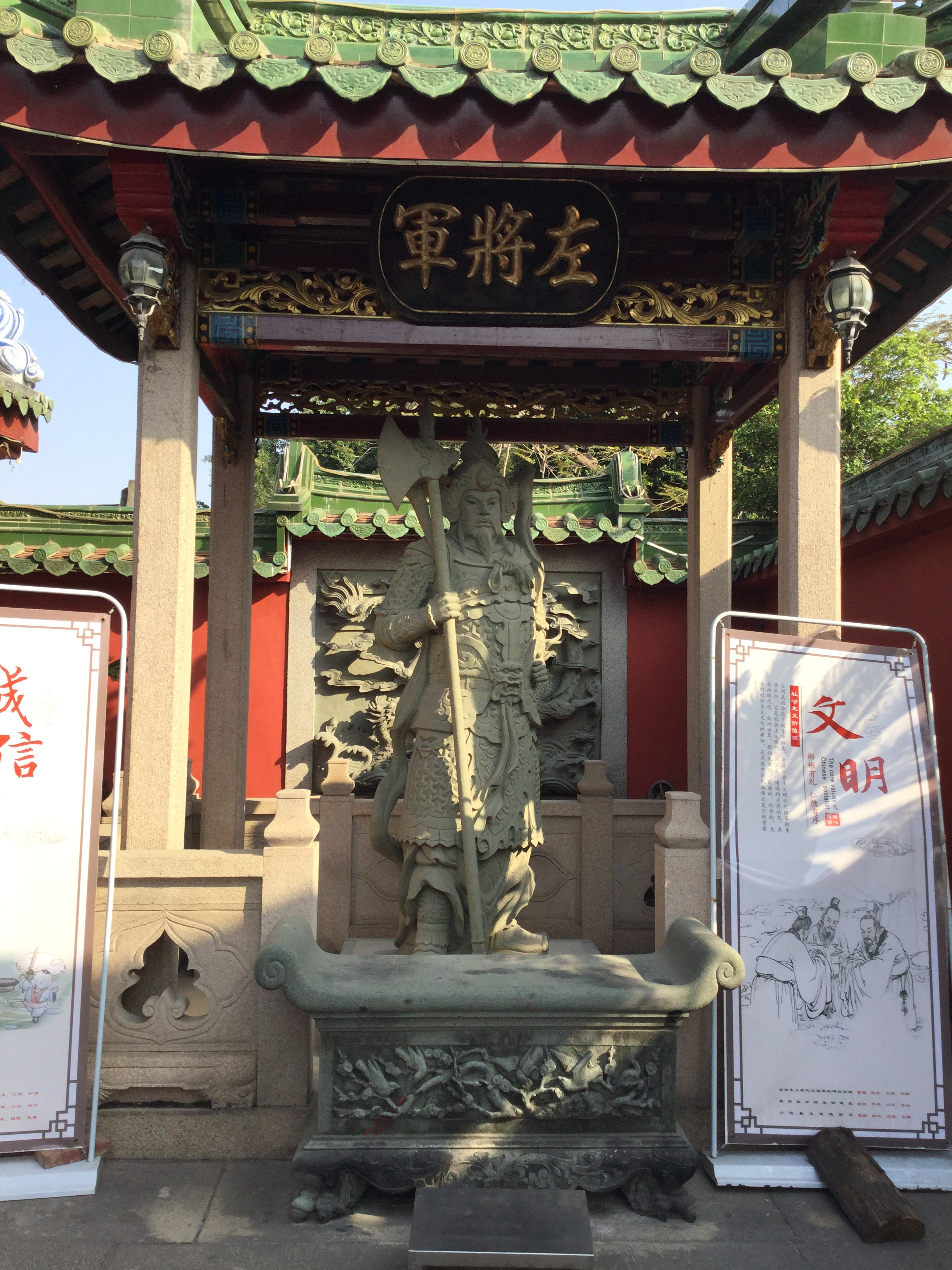
左将军
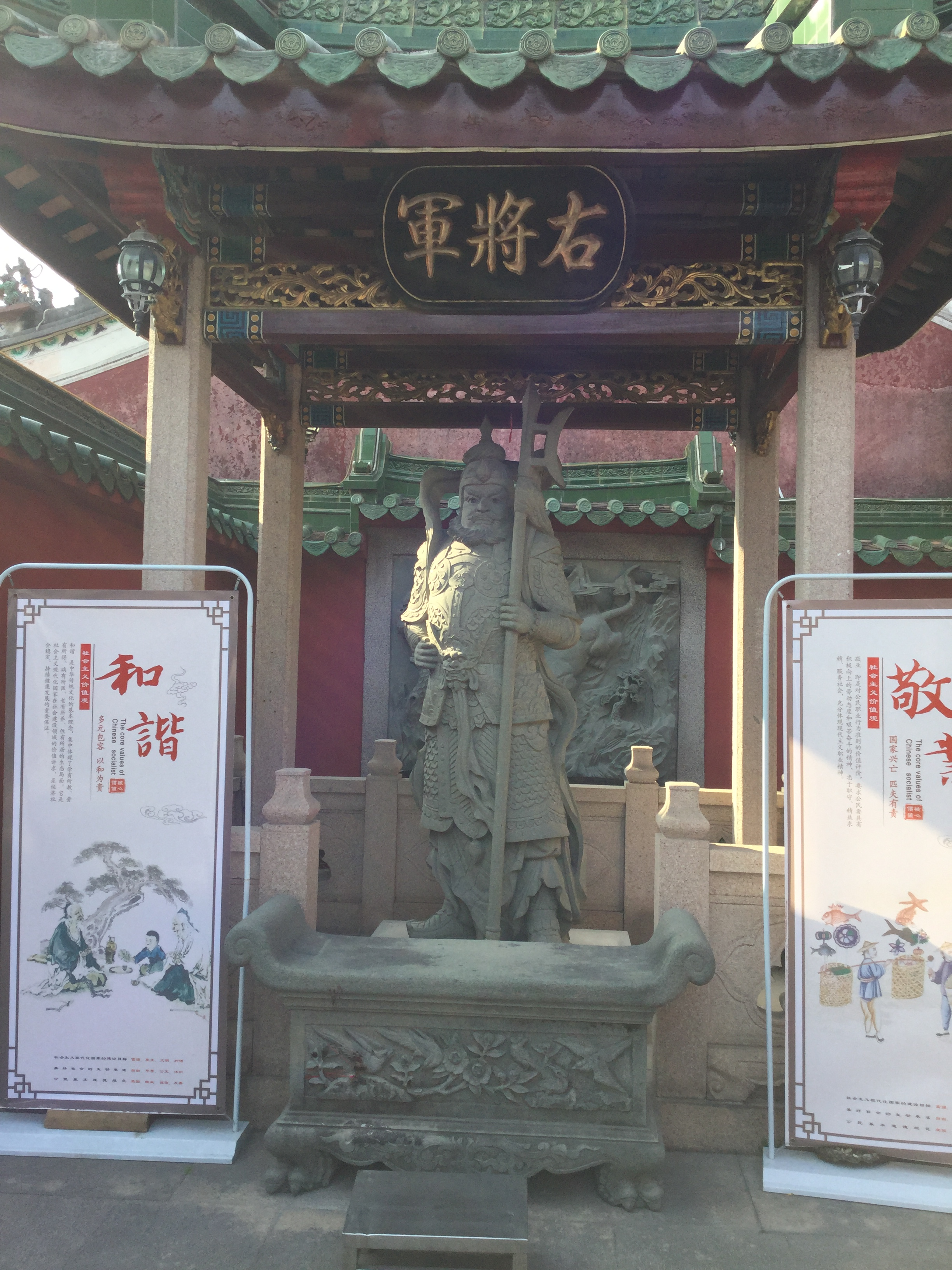
右将军
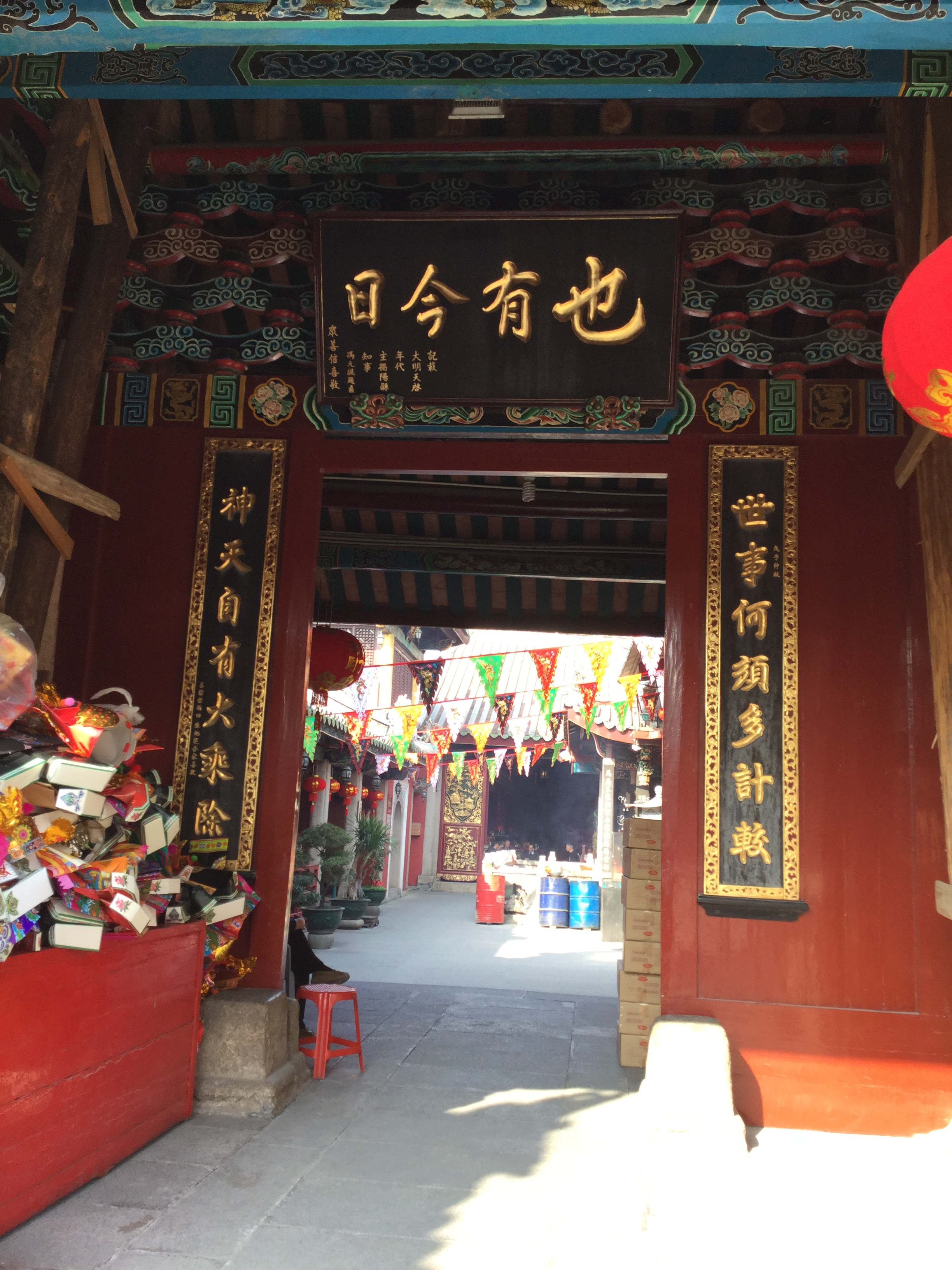
左门
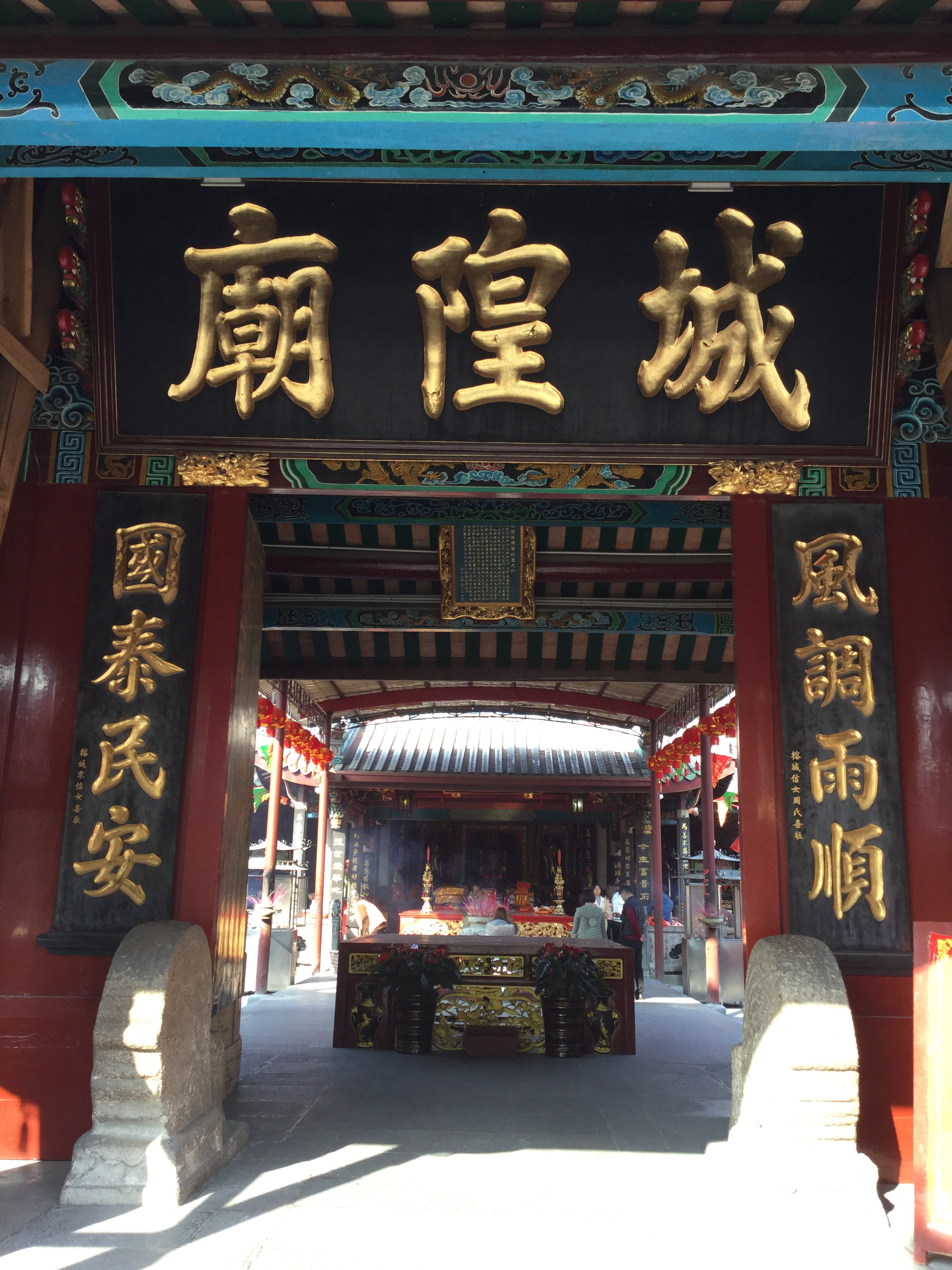
正门
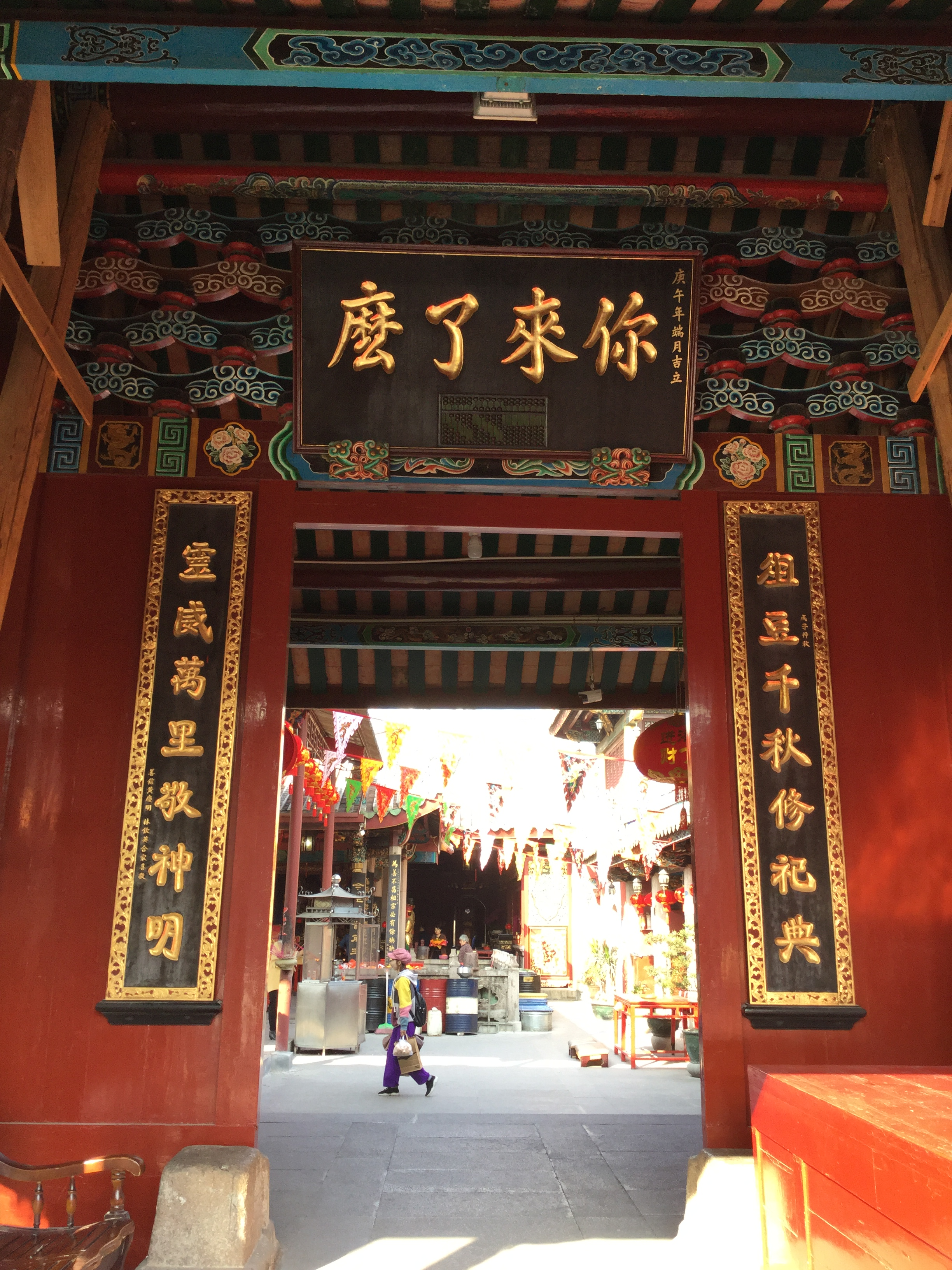
右门
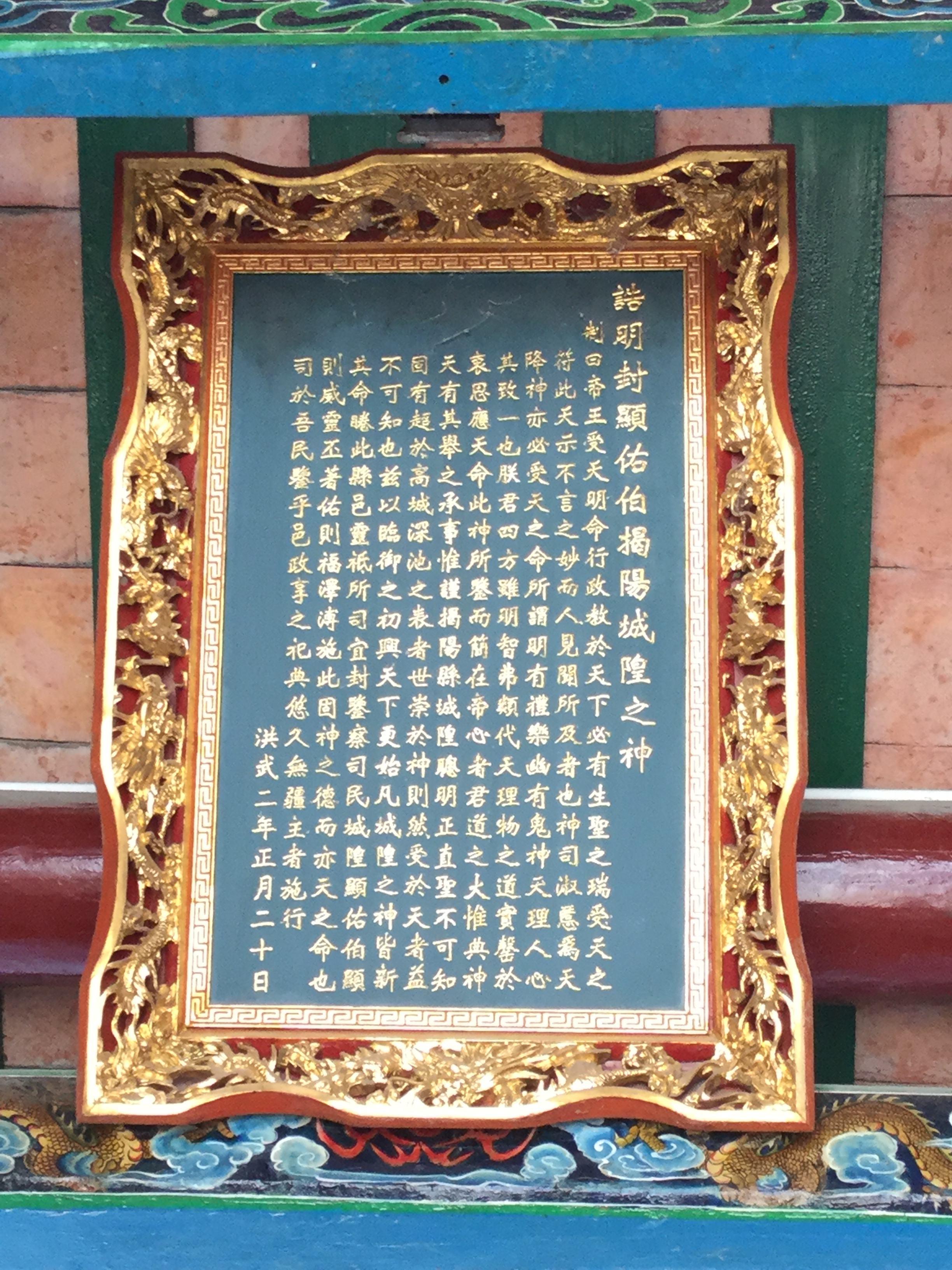
“诰明封显佑伯揭阳城隍之神”牌匾
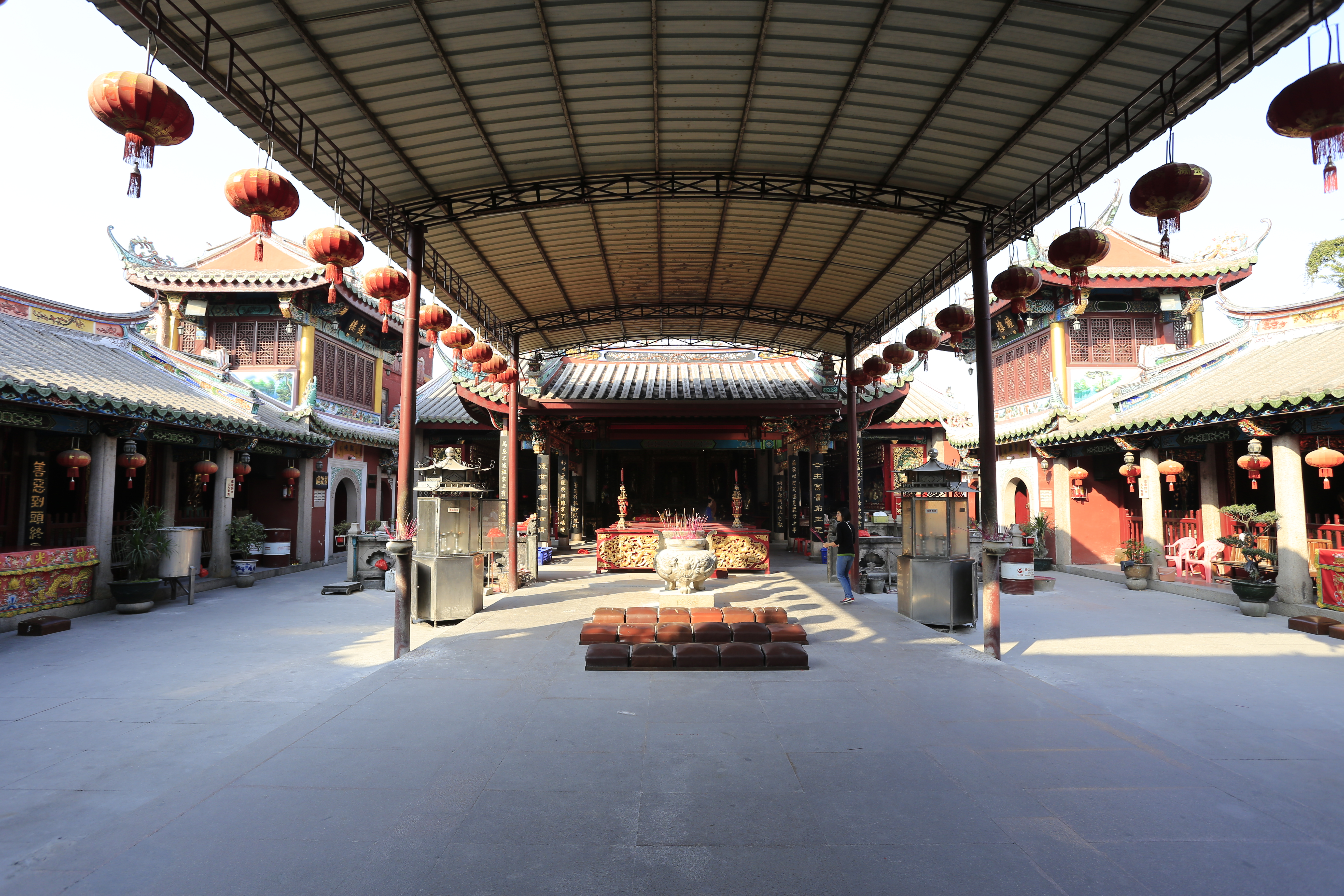
走廊
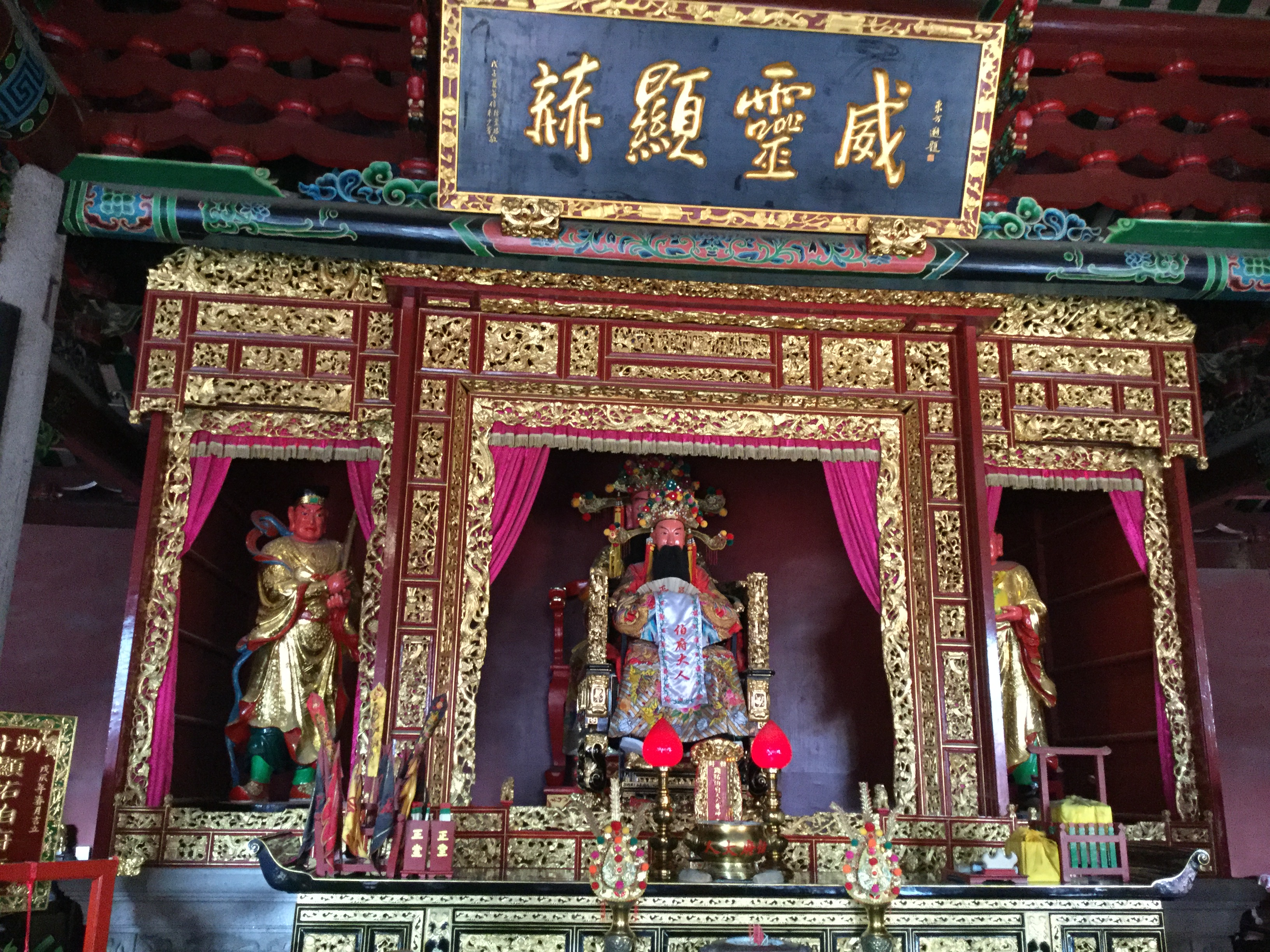
伯府大人（城隍爷）像

## 夫人厅
厅内供奉城隍伯府夫人像，上有“慈恩广布”匾额。厅右边为夫人的房间，但不允许游客进入。重修捐资芳名中列出了泰国华人李瑞典等的肖像。另外，夫人厅前设有放生池，饲养锦鲤和巴西龟。

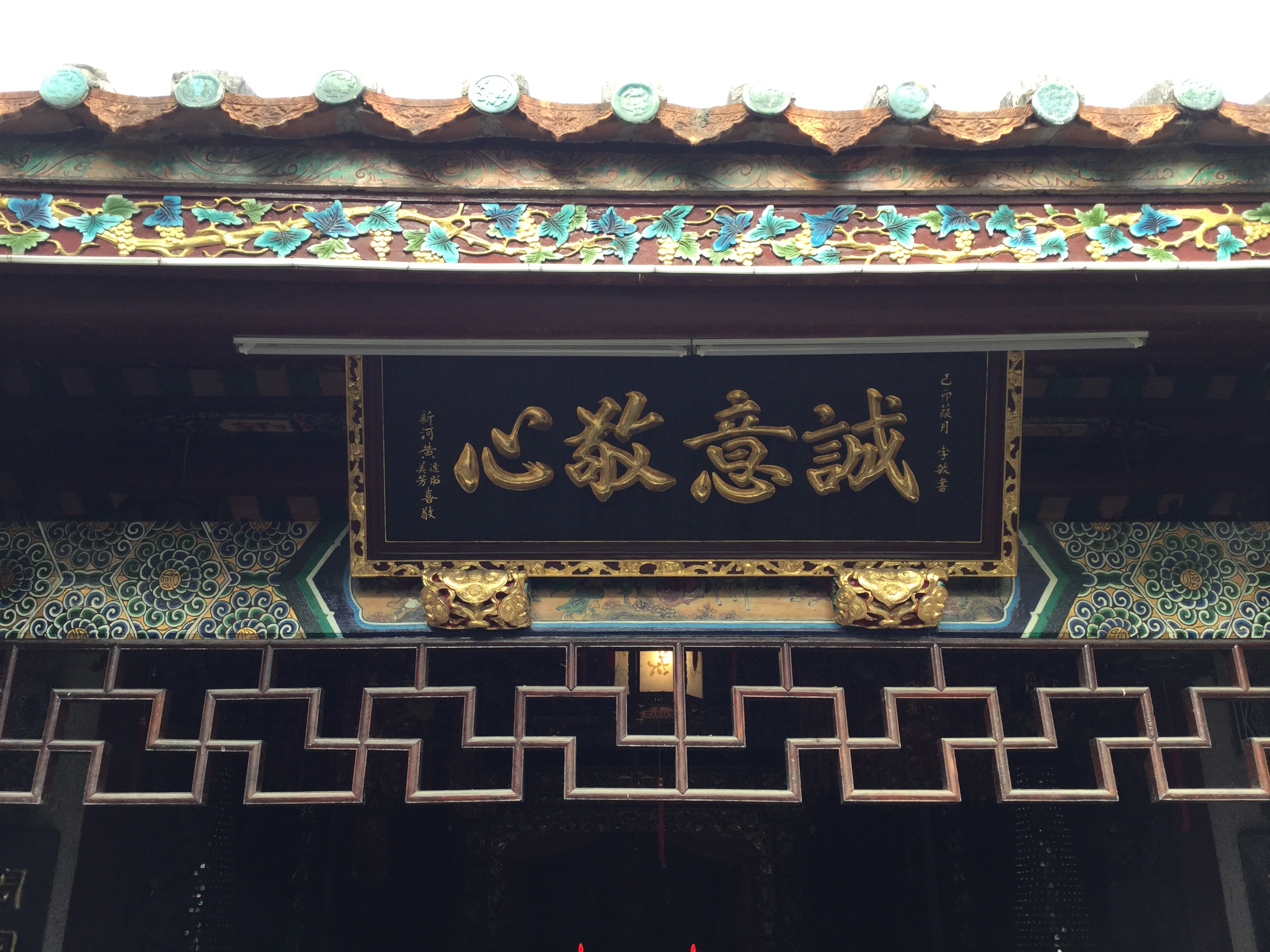
“诚意敬心”匾额
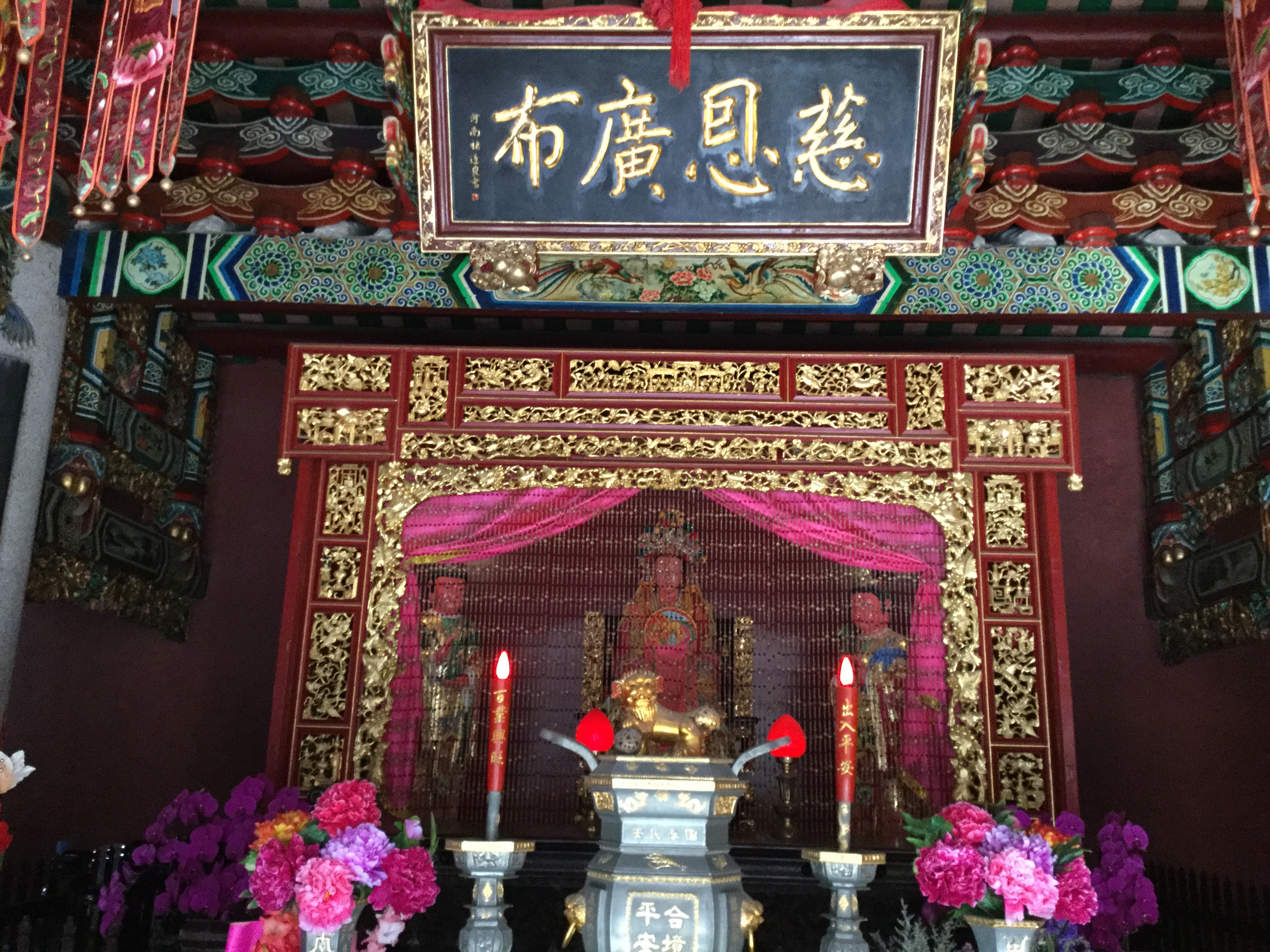
伯府夫人像
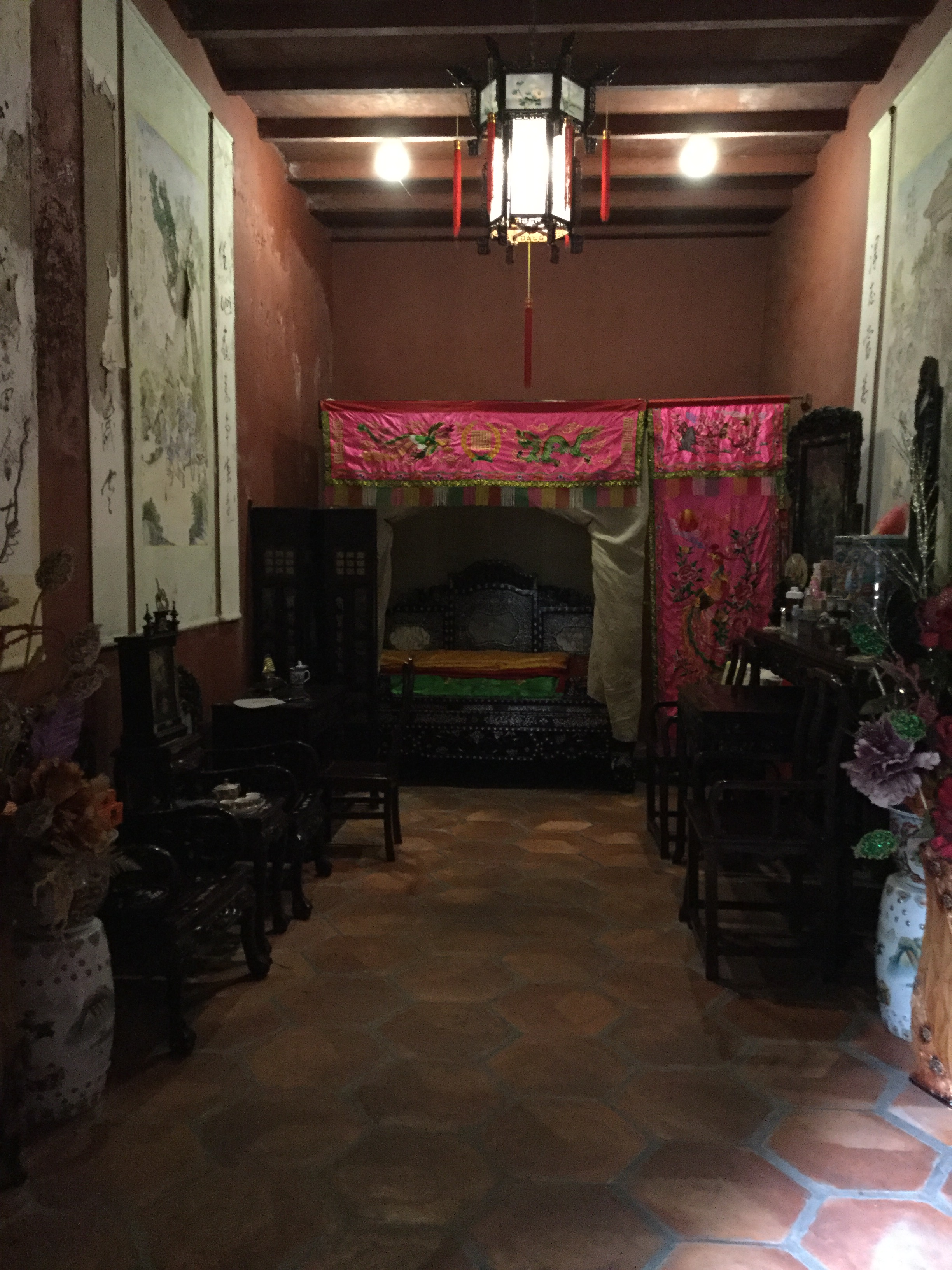
夫人房
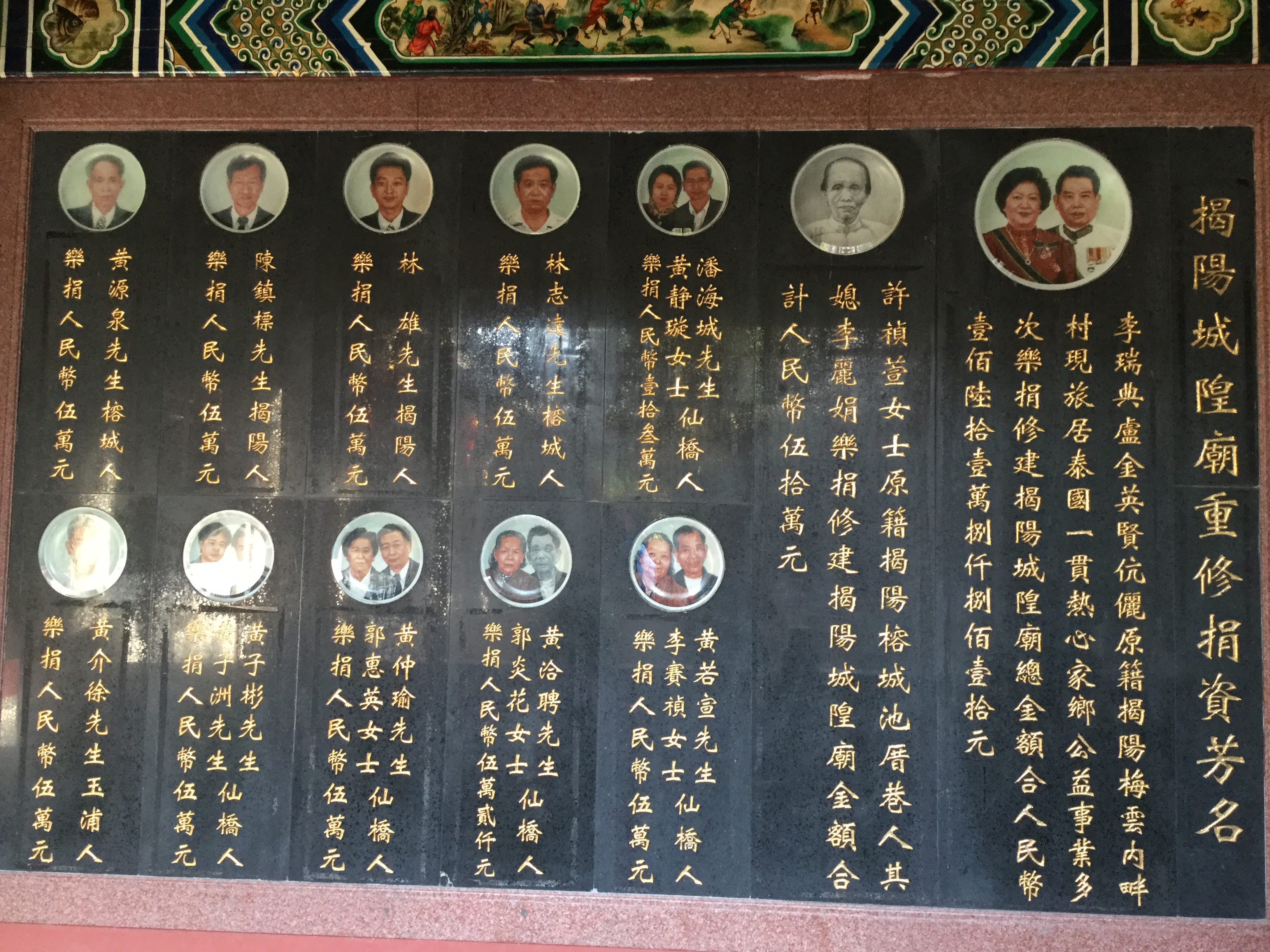
重修芳名
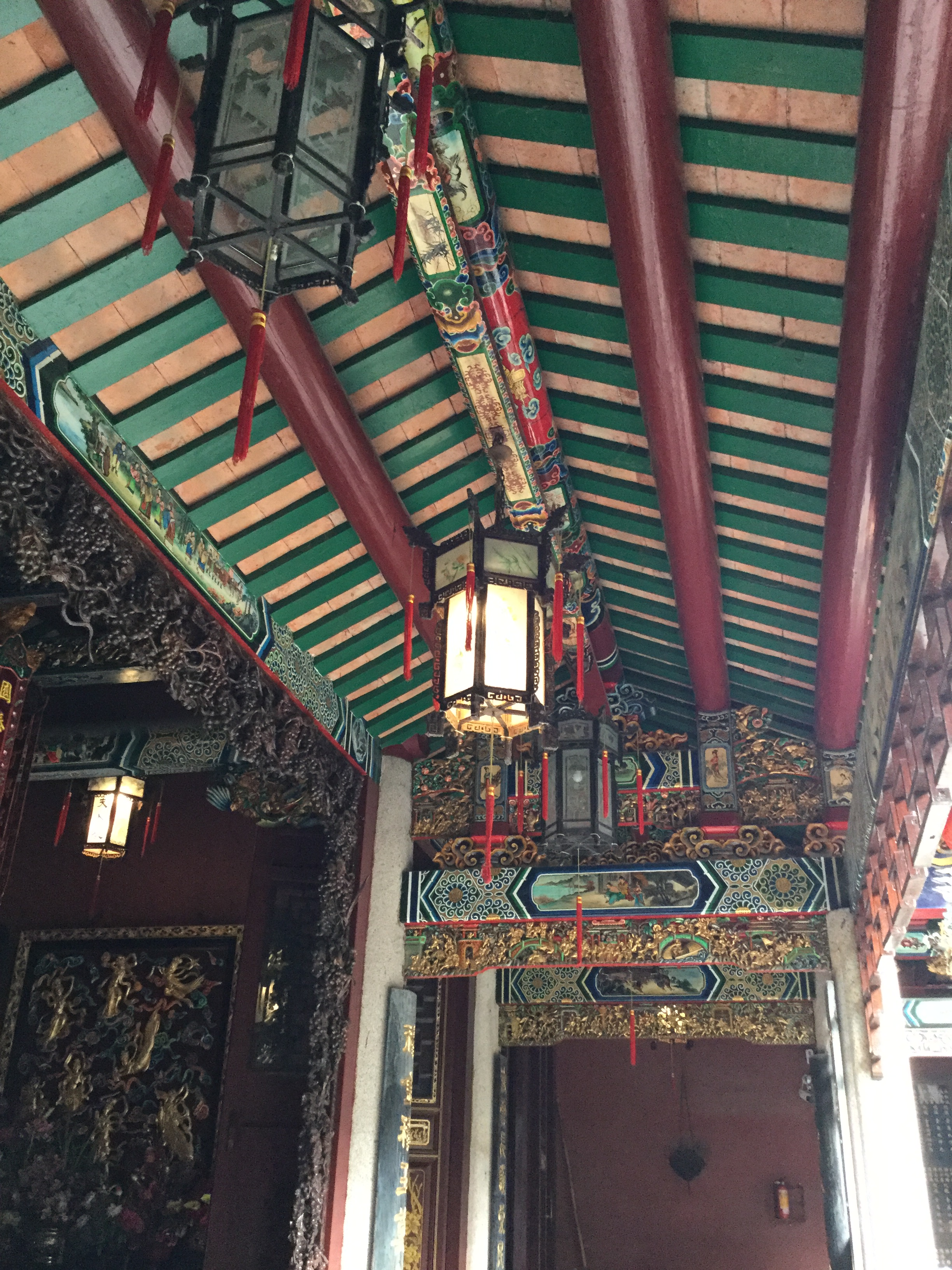
走廊
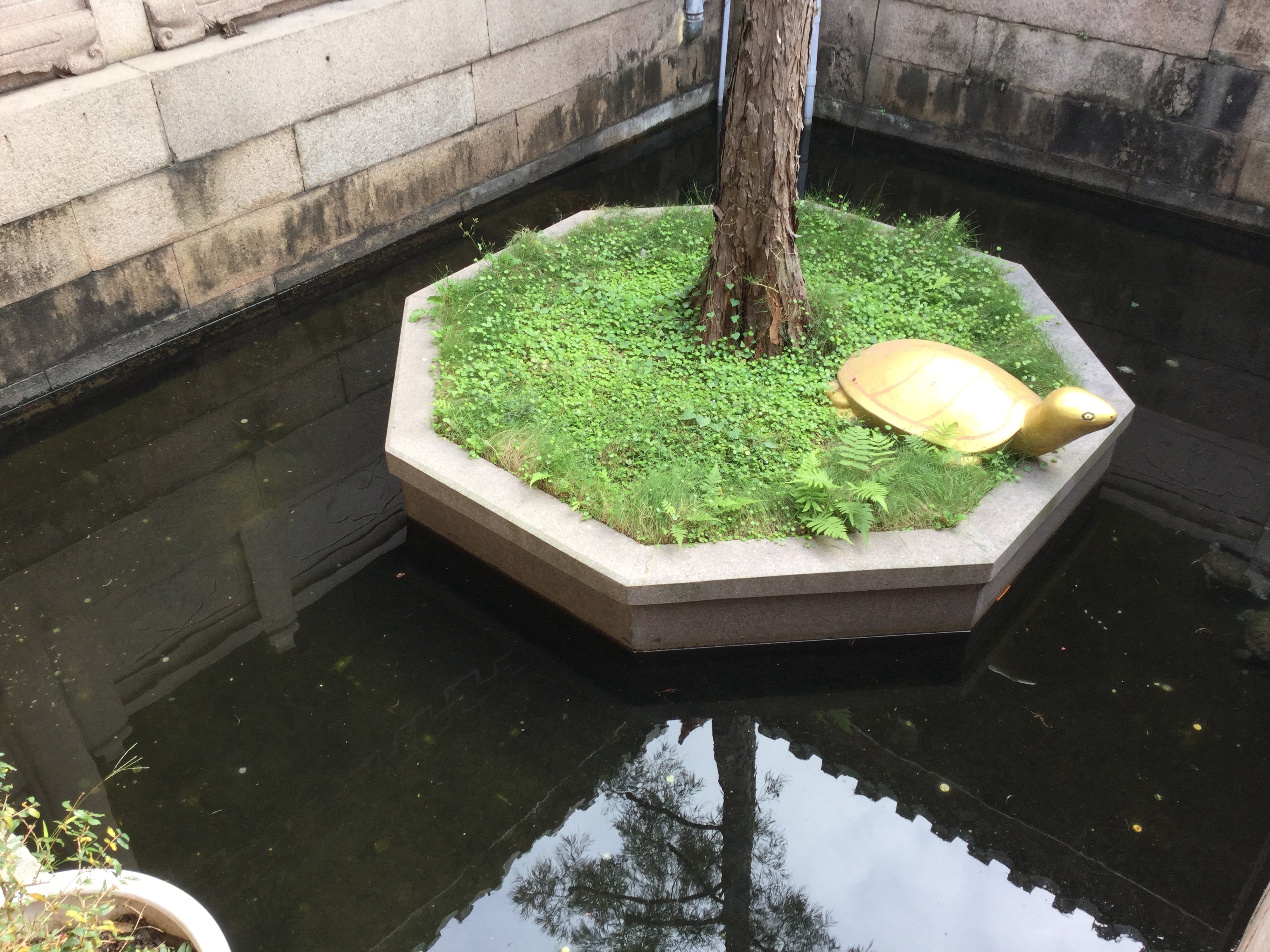
金龟雕像
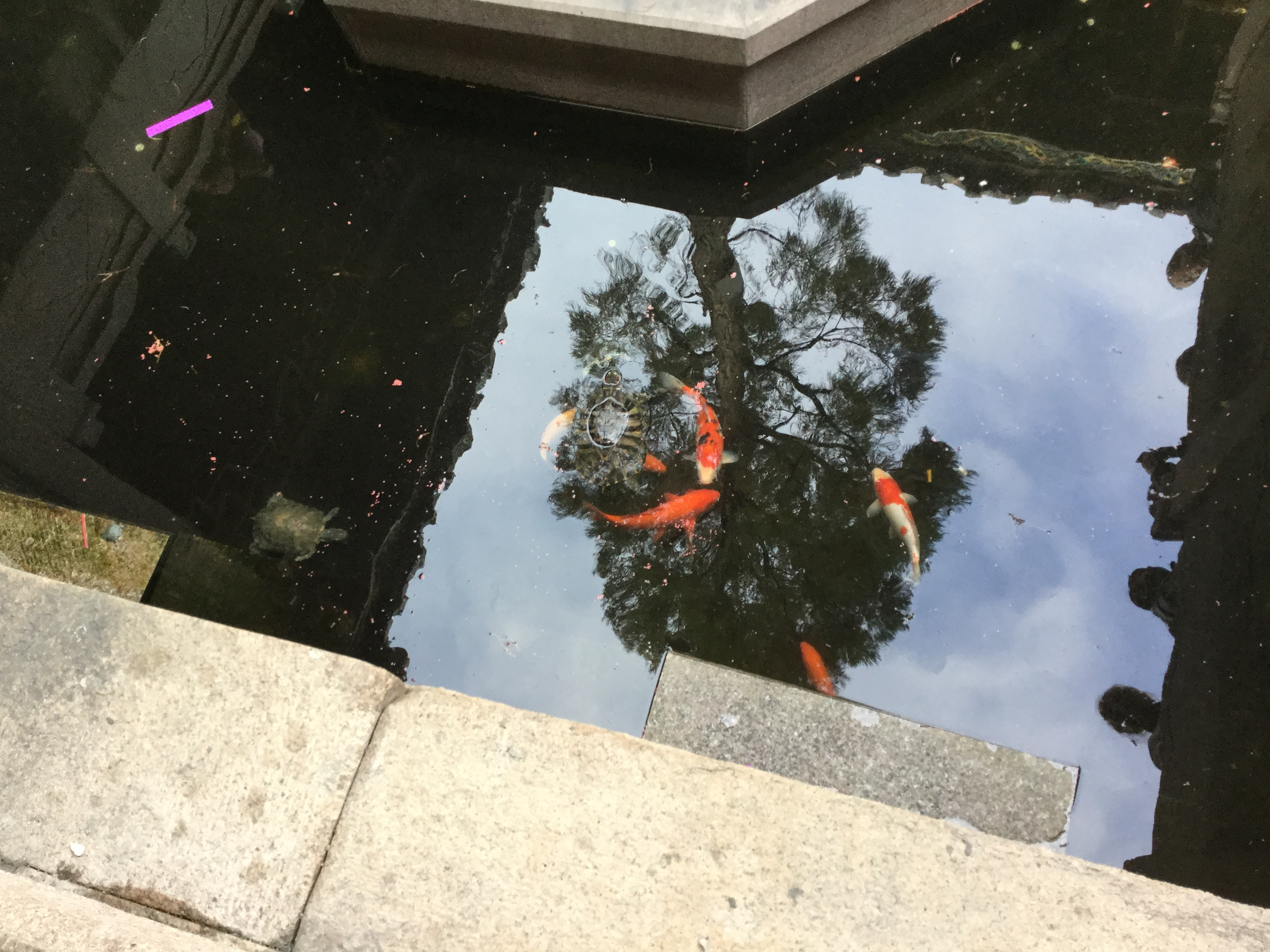
鲤鱼
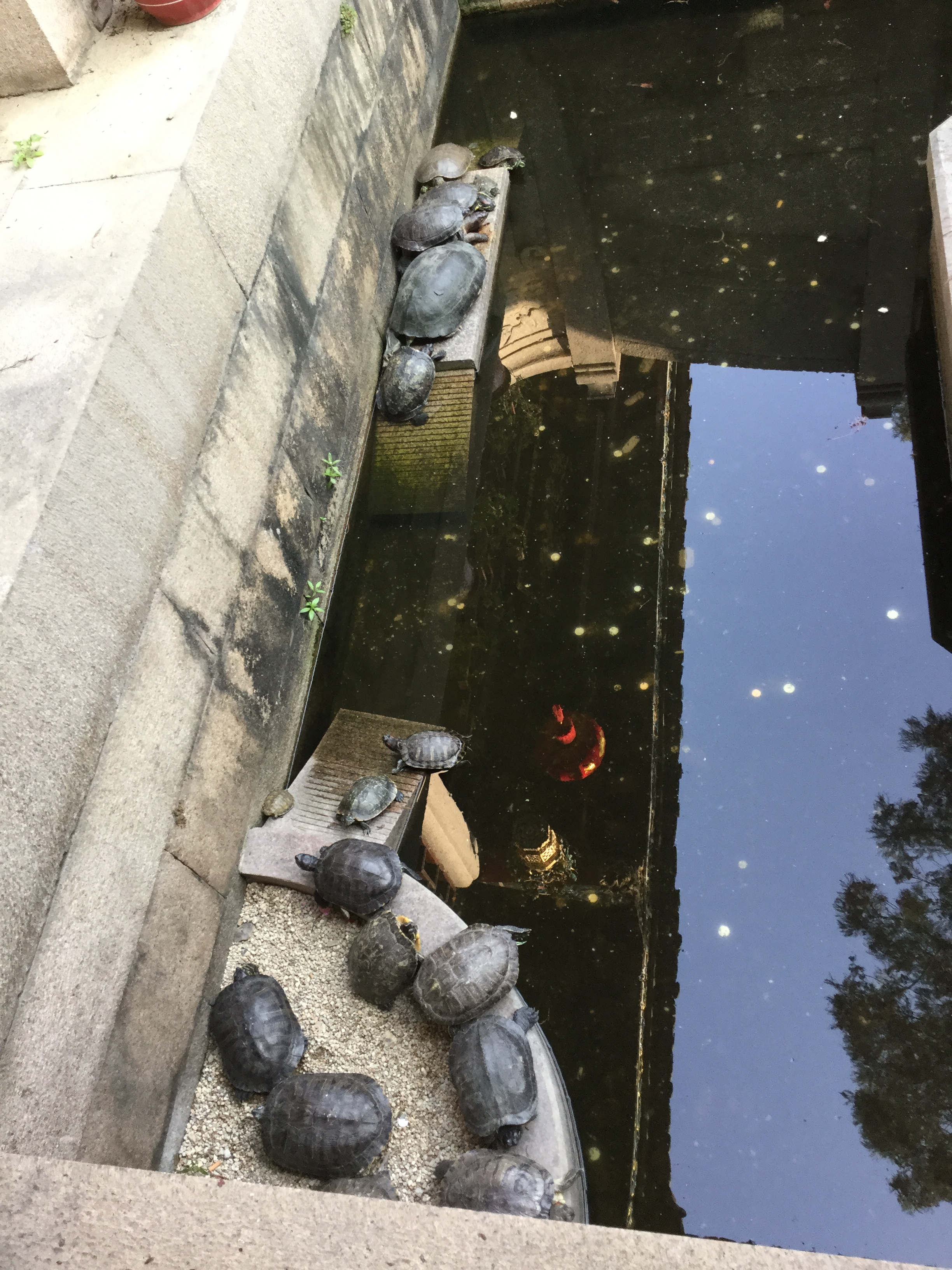
乌龟

## 周边景点

### 雷神庙
雷神庙位于城隍庙左边，始建于清康熙2年（1663年），乾隆44年（1779年）重建。雷神殿内匾额题记“神明音佑”，供奉雷神、电母、雨师和风伯。

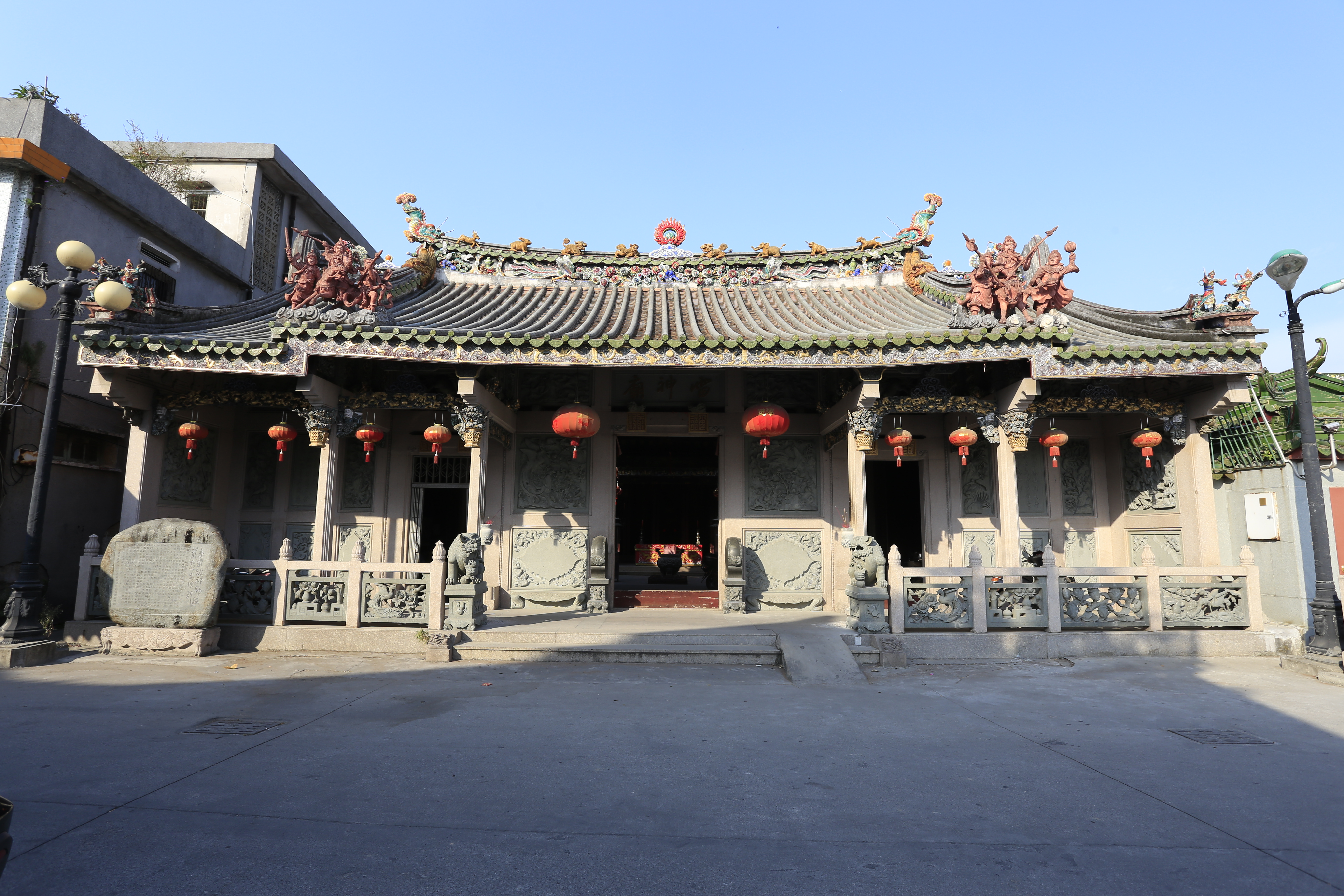
雷神庙门口
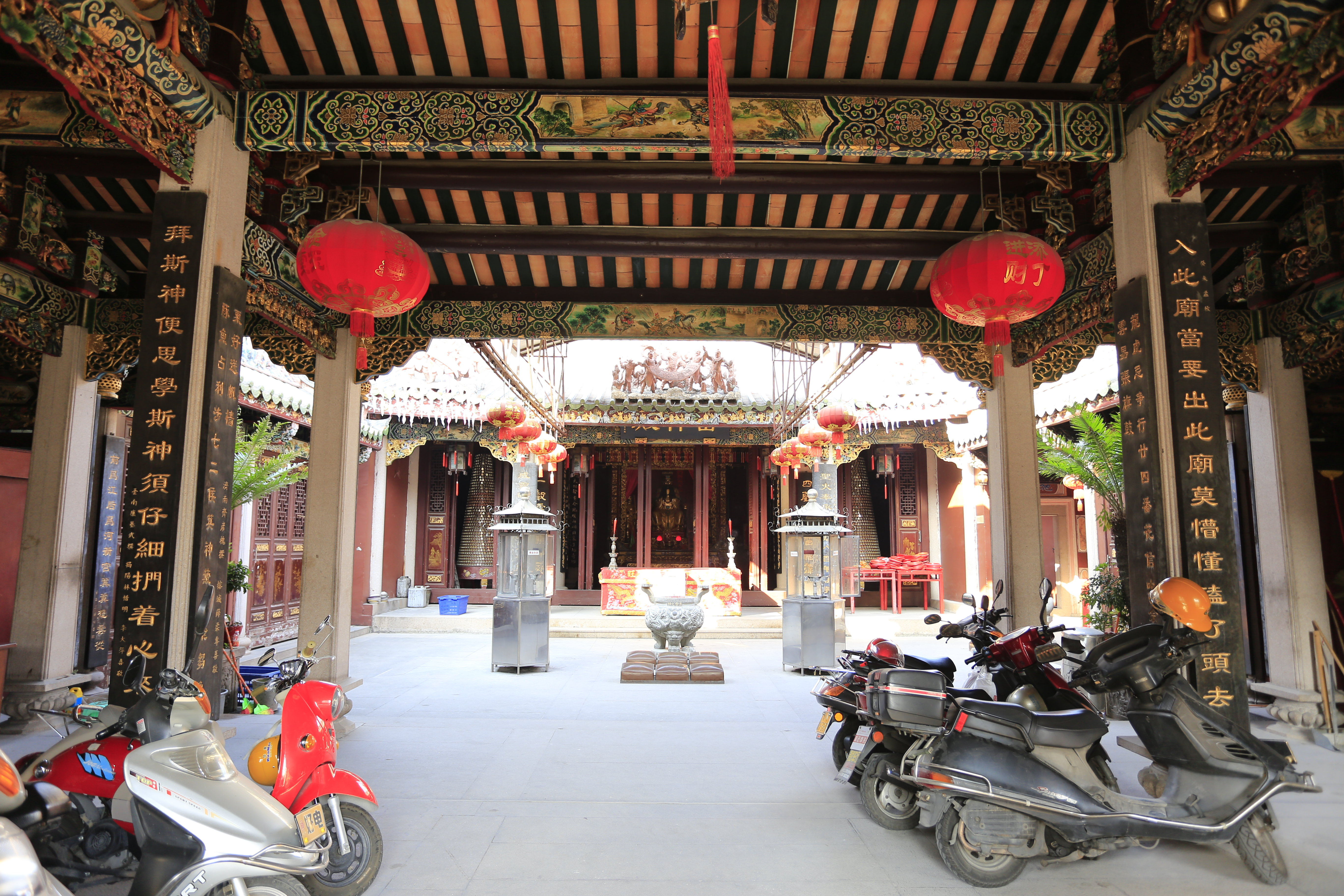
雷神殿
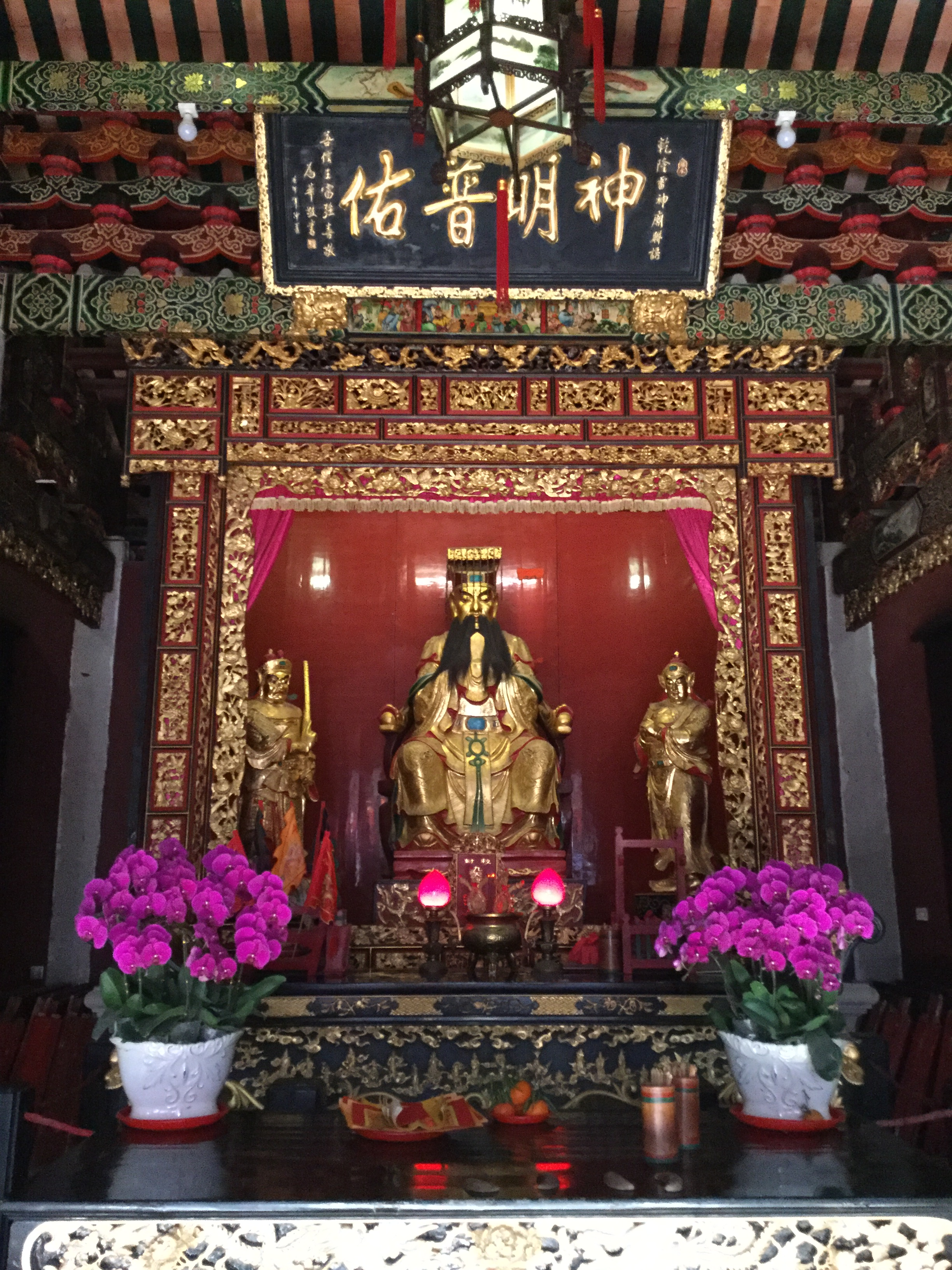
雷神像
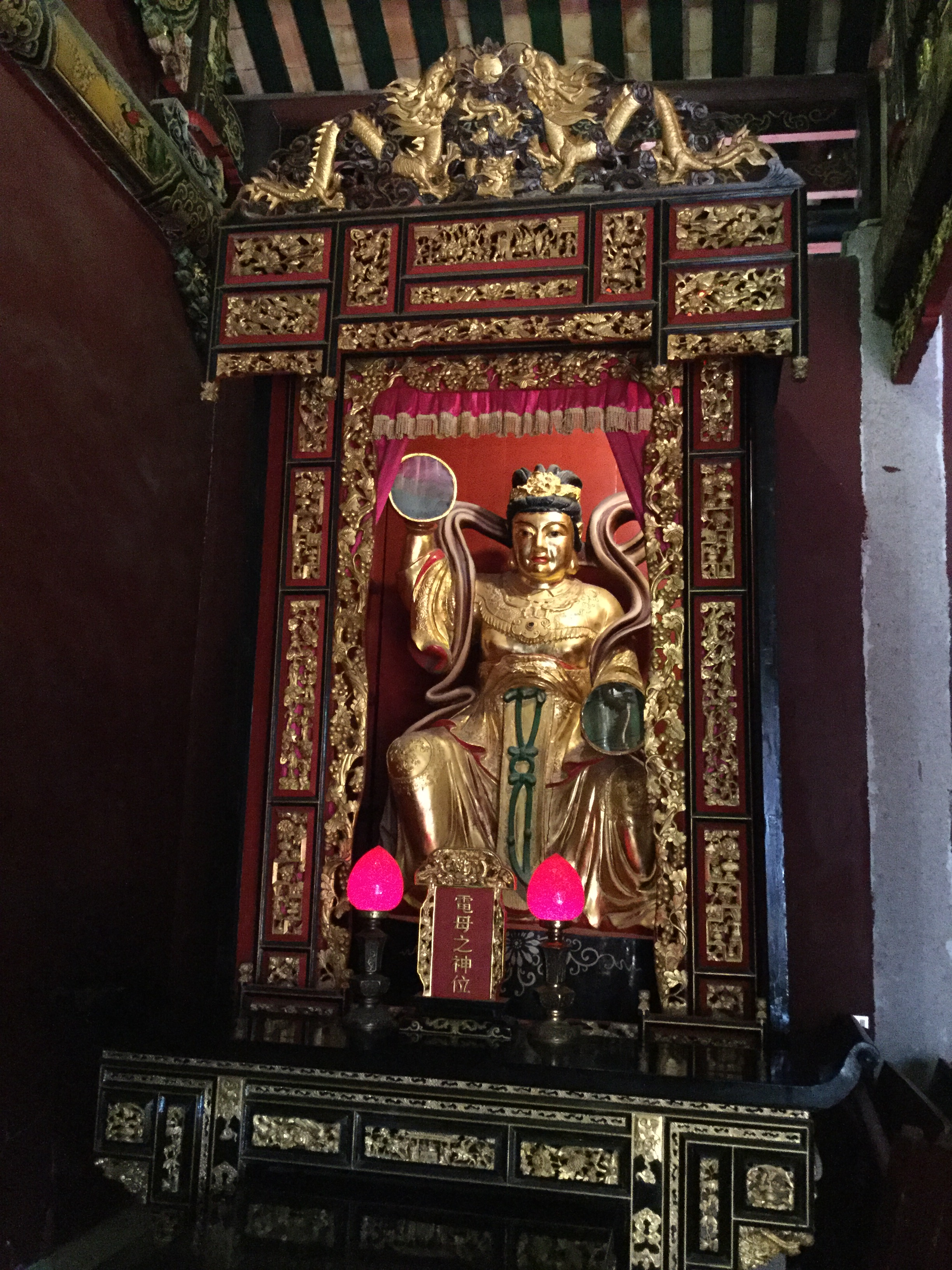
电母像

### 龙起禅院
龙起禅院位于雷神庙后面，院内供奉西方三圣坐像、文殊菩萨和地藏菩萨。

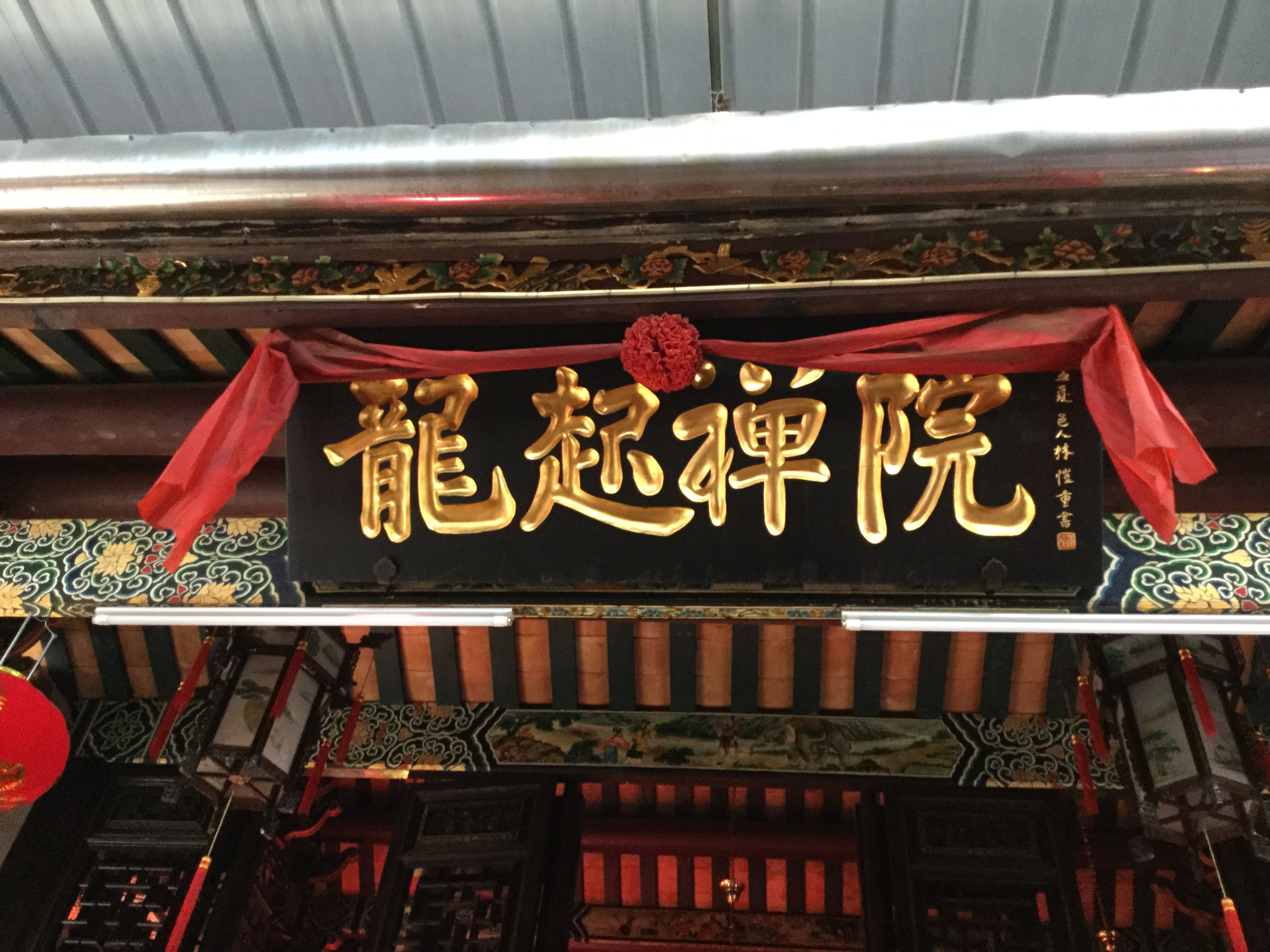
牌匾
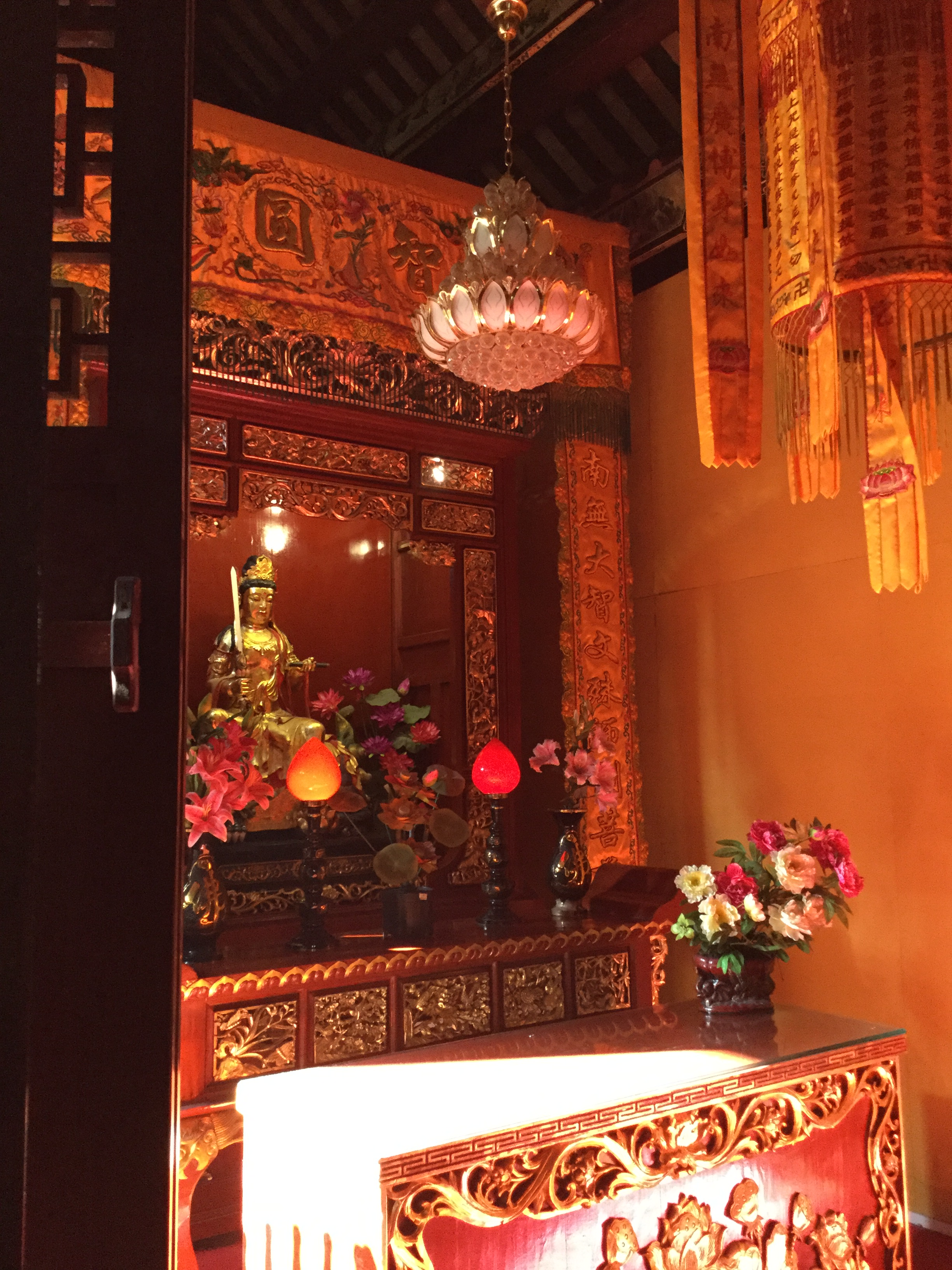
文殊菩萨
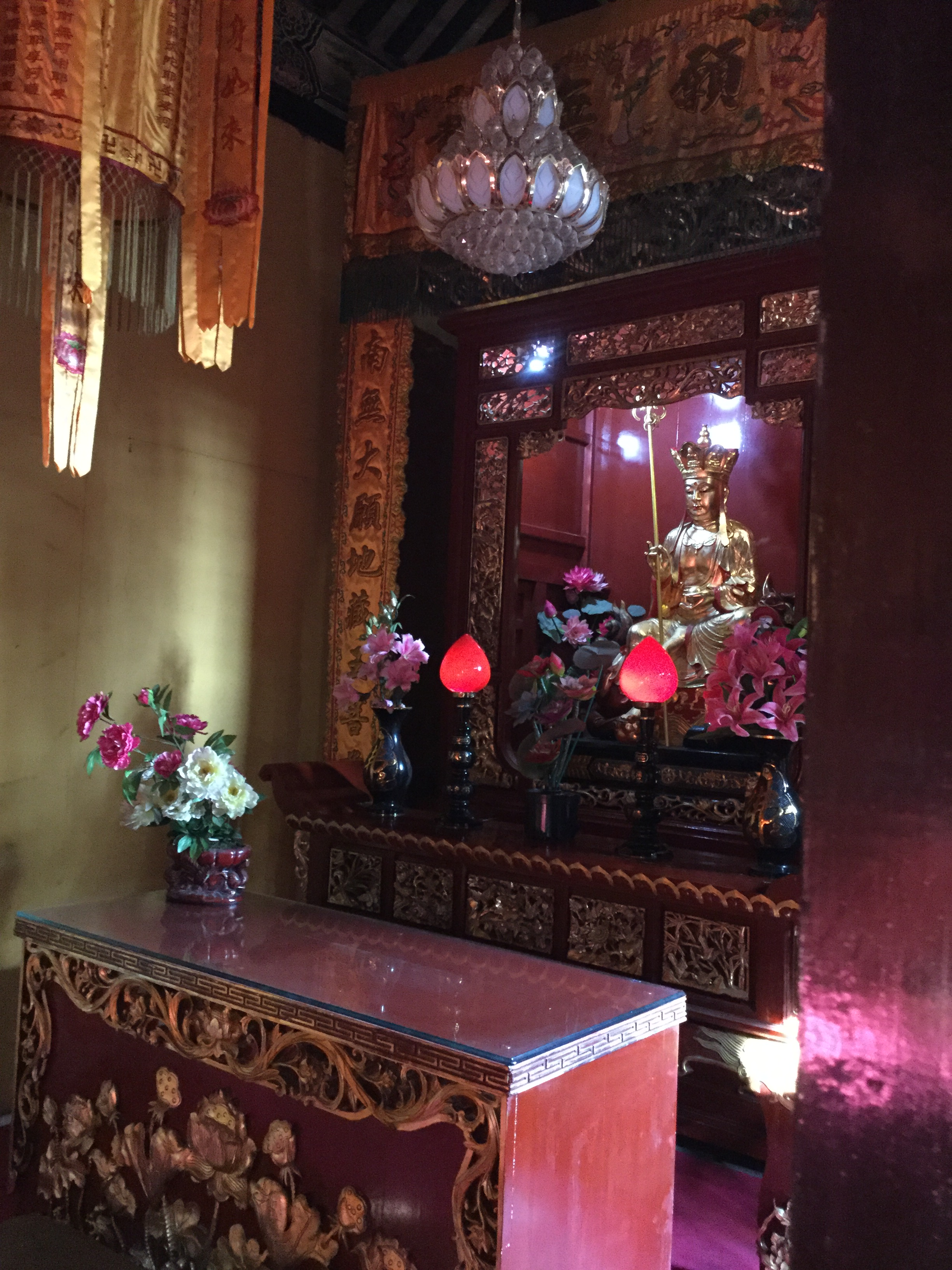
地藏菩萨